# درنت (اکلاهما)
درنت(به انگلیسی: Durant) شهری در ایالت اکلاهما کشور ایالات متحده آمریکا است که جمعیت آن در سرشماری سال ۲۰۱۰ میلادی، ۱۵٬۸۵۶ نفر بوده‌است.